# 1286 Банахевича
1286 Банахе́вича (1286 Banachiewicza) — астероїд головного поясу, відкритий 25 серпня 1933 року.
Тіссеранів параметр щодо Юпітера — 3,218.